# 小林未来
小林 未来（こばやし みらい、1989年1月10日 - ）は、日本のタレント、レースクイーン。秋田県出身。鉄道を愛する「レールクイーン」を名乗っている。愛称はみらてぃ。

## 来歴・人物
鉄道が大好きで「レールクイーン」を名乗っている。
雑誌やWebコンテンツに鉄道関係のコラムを書くほか、鉄道関係のイベントでMCやコメンテーターも務める。
ツイッターやインスタグラムには日常的に鉄道の画像を上げている。
普通二輪・剣道初段・簿記1級の資格を持っている。

## 活動

### レースクイーン・イメージガール
| 年                   | カテゴリー               | 他メンバー                   | 他メンバー                                                  |
| -------------------- | ------------------------ | ---------------------------- | ----------------------------------------------------------- |
| 2012年               | 全日本ロードレース選手権 | Yamaha Thailand              | 赤荻美紀、川越靖代、浜田欄欄、跡部まみ、高木のどか、NATSUMI |
| 2013年               | スーパー・フォーミュラ   | IMPUL Girl                   | 片山アンナ                                                  |
| 2014年               | スーパー耐久シリーズ     | A-ONE                        | 石川靖子                                                    |
| 2015年               | スーパー耐久シリーズ     | STくす子ちゃんズ             | 香月かおり、要さえこ                                        |
| 2016年               |                          |                              |                                                             |
| スーパー耐久シリーズ | BRP★フューチャーズ       | 梅原唯、さくらこ、渡部沙也加 |                                                             |
| 2017年               | スーパーGT               | JLOC Marvelous Queen         | 蛯原メイ、清原れな、久保まい                                |
| 2017年               | スーパー耐久シリーズ     | ingsスーパーレースクイーン   | 小宮山じゅん、さくらこ、水野伊織                            |
| 2018年               | スーパー耐久シリーズ     | T's CONCEPT                  | 清原れな、熊原楓、MIKU                                      |
| 2019年               | スーパー耐久シリーズ     | キャプテンハーロック         | 檜垣希実、水野伊織、なな、南里                              |

## 出演

### テレビ
- Car☆Xs - レポーター
- 金スマ
- 日曜×芸人
- ためしてガッテン
- 中居正広の怪しい噂の集まる図書館
- イカさまタコさま
- アフロディーテの羅針盤

### 雑誌
- FLASH
- アサジョプレミアム
- 週刊大衆
- ロードライダー
- Men's SPIDER

### CM
- 日本マクドナルド
- コナミスポーツ
- 東洋羽毛工業
- ショサイチョコレート
- Men's SPIDER

## 作品

### DVD
- 華美-HANABI-（2016年10月28日、グラッソ）

### 写真集
- 小林未来写真集 秘つる。（2016年11月25日、光文社 FLASH編集部）